# Abaçaí
Na mitologia tupi, Abaçaí é um espírito que habita as florestas e convida a dançar, cantar e fazer festa. Habita os ermos das florestas e possui o indígena que se aparta de seu grupo, deixando-o em transe arrebatado, fora de si. Um espírito que a ótica dos europeus e da evangelização tentou transformar em "gênio maléfico", desconsiderando a necessidade de evasão tão presente na cultura de todo o mundo.
Esse espirito tinha a habilidade de tomar a forma de qualquer animal, pessoa ou objeto, sendo assim um espirito maligno dos mais perigosos.
Abaçaí tomava para si as almas das indias virgens.